# Mediterranean Historical Review
La Mediterranean Historical Review est une revue scientifique à comité de lecture consacrée à l'histoire du bassin méditerranéen à différentes époques, de l'Antiquité à l'époque contemporaine.

## Présentation
Fondée en 1986, la Mediterranean Historical Review publie un volume annuel en deux livraisons semestrielles. 
Elle traite de tous les sujets ayant trait à la mer Méditerranée en tant que centre d'échanges, de contacts et d'influences, dans tout le bassin méditerranéen. Ces relations peuvent être de tous ordres : économiques, sociales, religieuses, culturelles, etc. Toutes les périodes historiques sont abordées.
La Mediterranean Historical Review est conçue en 1985 par un groupe d'historiens de l'université de Tel-Aviv : Irad Malkin, Benjamin Arbel, Yaakov Shavit, Élie Barnavi, Ehud Toledano et Ron Barkai, dirigés par Shlomo Ben-Ami, avec pour objectif de mettre en avant les relations entre les parties du monde méditerranéen et d'outrepasser les périodisations habituelles, dans une perspective braudélienne. Ayant fait leurs études dans différents pays, ces historiens peuvent confronter des points de vue différents.
De sa fondation à 2016, la revue est codirigée par Irad Malkin et Benjamin Arbel. En 2016, ce dernier est remplacé par Zur Shalev.